# Erbezzo
Erbezzo – miejscowość i gmina we Włoszech, w regionie Wenecja Euganejska, w prowincji Werona.
Według danych na rok 2004 gminę zamieszkiwały 774 osoby, 24,2 os./km².